# Divadelní provoz
Divadelní provoz je forma praktické organizace umělecké činnosti, která fakticky i formálně zajišťuje fungování divadelního umění a/nebo divadelní budovy.

## Struktura divadelního provozu a jeho složky
Členění struktury divadelního provozu závisí na funkci a zaměření konkrétního divadla, jeho charakteru a specifikách jeho činností, ekonomických možnostech a počtu zaměstnanců. Závisí též na jeho působišti, vybavení a dalších faktorech. Proto je zde popsaný model organizace prezentován jako ideální model organizační struktury jednosložkového kamenného divadla. V divadelní praxi jsou ale modely velmi různorodé.

### Ředitel
V čele divadla stojí jeho ředitel, který má k dispozici aparát – sekretariát, tiskového mluvčího (tajemníka) a další pracovníky ze sekce public relations (PR).

### Umělecký úsek
- v jeho čele obvykle bývá: umělecký šéf či umělecký vedoucí nebo umělecký ředitel
- tajemník uměleckého provozu: Jeho úlohou je vytvářet denní, týdenní a měsíční plány; dávat do souladu zkoušky a představení hercům a pod.
- režisér
- scenárista
- dramaturg
- choreograf
- dirigent
- scénograf
- herci, zpěváci, tanečníci a hudebníci
- korepetitor
- asistenti (režie, choreografie a dirigenta)
- inspicient
- nápověda

### Umělecko-technický provoz
- v jeho čele obvykle bývá šéf umělecko-technického provozu nebo technický náměstek
  - Jevištní provoz: zabezpečuje hladký průběh představení. V jeho čele stojí šéf jevištního provozu.
    - jevištní mistr (stavěč scénických dekorací)
    - zvukař
    - osvětlovač
    - maskér
    - garderobiér
    - rekvizitář

  - Umělecko-dekorační dílny: zabezpečují výrobu dekorací – kulis a rekvizit. Jsou vedeny šéfem výroby.
    - rozkreslovač: Vytváří přesné nákresy podle návrhů scénografa.
    - zámečník
    - truhlář
    - malíř
    - čalouník
    - kašér
    - evidence skladu a doprava

  - Kostýmní dílny: zabezpečují výrobu kostýmů, paruk a ostatních doplňků, podle návrhů kostýmního výtvarníka.
    - inspektor kostýmní výroby: rozkresluje střihy a dozoruje jejich výrobu.
    - pánský krejčí
    - dámský krejčí
    - vlásenkář
    - evidence skladu

### Ekonomicko-správní úsek
- v jeho čele obvykle bývá: hlavní ekonom nebo správní ředitel.
- personalistika a mzdy
- účtárna (mzdová, finanční, materiálová a evidence majetku)
- obchodní oddělení
  - pokladna: zabezpečuje prodej vstupenek
  - marketing a public relations
  - inspektor hlediště a hledištní personál (uvaděč, šatnář)
  - správa budov a majetku

## Významná divadla

### Česko
Viz seznam českých divadel

### Slovensko
- Slovenské národní divadlo v Bratislavě
- Státní divadlo Košice
- Státní opera Banská Bystrica
- Divadlo Andreja Bagara v Nitře
- Slovenské komorní divadlo v Martině
- Divadlo Jonáše Záborského v Prešově

### Rakousko a Německo
- Burgtheater ve Vídni
- Theater an der Wien
- Berliner Enseamble v Berlíně
- Deutsches Theater v Berlíně
- Münchner Kammerspielle v Mnichově

### Francie
- Ódeon v Paříži
- Comédie Française v Paříži

### Rusko
- Bolšoj těatr v Moskvě
- Moskevské umělecké akademické divadlo (MCHAT) v Moskvě